# Roodmasker
Roodmasker (Frans: 'Masquerouge') is een Franse stripreeks van de tekenaars Andre Juillard en Marco Venanzi en scenarist Patrick Cothias. Vanaf deel vier wordt de reeks getekend door Marco Venanzi. De strip vertelt over Roodmasker, een mysterieuze weldoener die met een sperwer het kwaad bestrijdt begin 17e eeuw in het Frankrijk van Lodewijk XIII.
De avonturen van Roodmasker verschenen voor het eerst in het Franse jeugdblad Pif gadget in 1978. Nadat het blad 150 bladzijden had uitgebracht werd er gedacht een bundel uit te brengen, eerst onder de naam De zeven levens van de Sperwer maar er werd besloten om het gewoon Roodmasker te noemen. Deze bundel werd uitgebracht als drie losse albums en op de markt gebracht door Glenat.

## Albums
| Nummer | Titel                            | Verschenen | Uitgeverij        |
| ------ | -------------------------------- | ---------- | ----------------- |
| 1      | Roodmasker                       | 1985       | Uitgeverij Glénat |
| 2      | Knekelhuis der onnozele kinderen | 1986       | Uitgeverij Glénat |
| 3      | De afspraak in Chantilly         | 1986       | Uitgeverij Glénat |
| 4      | De Intriganten                   | 1993       | Uitgeverij Glénat |
| 5      | De Koning der dwazen             | 1995       | Uitgeverij Glénat |
| 6      | Het Spreeuwenest                 | 1996       | Uitgeverij Glénat |
| 7      | Willekeur                        | 1997       | Uitgeverij Glénat |
| 8      | Haat en nijd                     | 1997       | Uitgeverij Glénat |
| 9      | De zwarte weduwe                 | 2000       | Uitgeverij Glénat |
| 10     | Vriend, vul m'n glas!            | 2004       | Uitgeverij Glénat |